# 3 000 mètres steeple masculin aux championnats du monde d'athlétisme 2011
Navigation
Berlin 2009 Moscou 2013
L'épreuve du 3 000 mètres steeple masculin des championnats du monde d'athlétisme 2011 s'est déroulée les 29 août et 1er septembre 2011 dans le Stade de Daegu en Corée du Sud. Elle est remportée par le Kényan Ezekiel Kemboi.

## Records et performances

### Records
Les records du 3 000 m steeple hommes (mondial, des championnats et par continent) étaient avant les championnats 2011 les suivants.
| Records                   | Athlète               | Pays             | Temps         | Lieu          | Date             |
| ------------------------- | --------------------- | ---------------- | ------------- | ------------- | ---------------- |
| Record du monde           | Saif Saaeed Shaheen   | Qatar            | 7 min 53 s 63 | Bruxelles     | 3 septembre 2004 |
| Record des championnats   | Ezekiel Kemboi        | Kenya            | 8 min 00 s 43 | Berlin        | 18 août 2009     |
| Record d'Afrique          | Brahim Boulami        | Maroc            | 7 min 55 s 28 | Bruxelles     | 24 août 2001     |
| Record d'Asie             | Saif Saaeed Shaheen   | Qatar            | 7 min 53 s 63 | Bruxelles     | 3 septembre 2004 |
| Record d'Amérique du Nord | Daniel Lincoln        | États-Unis       | 8 min 08 s 82 | Rome          | 14 juillet 2006  |
| Record d'Amérique du Sud  | Wander do Prado Moura | Brésil           | 8 min 14 s 41 | Mar del Plata | 22 mars 1995     |
| Record d'Europe           | Bouabdellah Tahri     | France           | 8 min 01 s 18 | Berlin        | 18 août 2009     |
| Record d'Océanie          | Peter Renner          | Nouvelle-Zélande | 8 min 14 s 05 | Coblence      | 29 août 1984     |

### Meilleures performances de l'année 2011
Les dix athlètes les plus rapides de l'année sont, avant les championnats (au 14 août 2011), les suivants.
| Rang | Athlète                     | Pays    | Temps         | Date            |
| ---- | --------------------------- | ------- | ------------- | --------------- |
| 1    | Brimin Kiprop Kipruto       | Kenya   | 7 min 53 s 64 | 22 juillet 2011 |
| 2    | Ezekiel Kemboi              | Kenya   | 7 min 55 s 76 | 22 juillet 2011 |
| 3    | Paul Kipsiele Koech         | Kenya   | 7 min 57 s 32 | 22 juillet 2011 |
| 4    | Mahiedine Mekhissi-Benabbad | France  | 8 min 02 s 09 | 8 juillet 2011  |
| 5    | Bouabdellah Tahri           | France  | 8 min 05 s 72 | 22 juillet 2011 |
| 6    | Richard Kipkemboi Mateelong | Kenya   | 8 min 07 s 41 | 22 juillet 2011 |
| 7    | Hillary Kipsang Yego        | Kenya   | 8 min 07 s 71 | 15 mai 2011     |
| 8    | Jonathan Muia Ndiku         | Kenya   | 8 min 07 s 75 | 22 juillet 2011 |
| 9    | Benjamin Kiplagat           | Ouganda | 8 min 08 s 43 | 8 juillet 2011  |
| 10   | Patrick Kipkirui Langat     | Kenya   | 8 min 08 s 59 | 15 mai 2011     |

## Critères de qualification
Pour se qualifier pour les Championnats (minima A), il fallait avoir réalisé moins de 8 min 23 s 10 entre le 1er octobre 2010 et le 15 août 2011. Le minima B est de 8 min 32 s 00. 

## Résultats

### Finale
| Rang               | Athlète                   | Temps         | Note |
| ------------------ | ------------------------- | ------------- | ---- |
| Médaille d'or      | Ezekiel Kemboi            | 8 min 14 s 85 |      |
| Médaille d'argent  | Brimin Kipruto            | 8 min 16 s 05 |      |
| Médaille de bronze | Mahiedine Mekhissi        | 8 min 16 s 09 |      |
| 4                  | Bouabdellah Tahri         | 8 min 17 s 56 |      |
| 5                  | Roba Gari                 | 8 min 18 s 37 |      |
| 6                  | Jacob Araptany            | 8 min 18 s 67 |      |
| 7                  | Richard Mateelong         | 8 min 19 s 31 |      |
| 8                  | Ion Luchianov             | 8 min 19 s 69 | SB   |
| 9                  | Hamid Ezzine              | 8 min 21 s 97 |      |
| 10                 | Benjamin Kiplagat         | 8 min 22 s 21 |      |
| 11                 | Nahom Mesfin              | 8 min 25 s 39 |      |
| 12                 | Vincent Zouaoui-Dandrieux | 8 min 30 s 39 |      |
| 13                 | Ruben Ramolefi            | 8 min 30 s 47 |      |
| 14                 | Abraham Chirchir          | 8 min 33 s 56 |      |
| 15                 | Alberto Paulo             | 8 min 33 s 84 |      |

### Séries
| Rang | Athlète            | Temps         |
| ---- | ------------------ | ------------- |
| 1    | Jacob Araptany     | 8 min 18 s 57 |
| 2    | Mahiedine Mekhissi | 8 min 23 s 71 |
| 3    | Richard Mateelong  | 8 min 23 s 76 |
| 4    | Ion Luchianov      | 8 min 23 s 88 |
| 5    | Victor Garcia      | 8 min 28 s 97 |
| 6    | Amor Ben Yahia     | 8 min 30 s 02 |
| 7    | Abubaker Ali Kamal | 8 min 30 s 37 |
| 8    | Andrey Farnosov    | 8 min 34 s 44 |
| 9    | Alex Genest        | 8 min 36 s 67 |
| 10   | Steffen Uliczka    | 8 min 37 s 35 |
| 11   | Abdelkader Hachlaf | 8 min 46 s 14 |
| 12   | William Nelson     | 8 min 51 s 20 |

| Rang | Athlète             | Temps         |
| ---- | ------------------- | ------------- |
| 1    | Ezekiel Kemboi      | 8 min 10 s 93 |
| 2    | Ruben Ramolefi      | 8 min 11 s 50 |
| 3    | Hamid Ezzine        | 8 min 11 s 81 |
| 4    | Nahom Mesfin        | 8 min 12 s 04 |
| 5    | Bouabdellah Tahri   | 8 min 13 s 22 |
| 6    | Ali Ahmed Al-Amri   | 8 min 26 s 75 |
| 7    | Simon Ayeko         | 8 min 29 s 02 |
| 8    | Jukka Keskisalo     | 8 min 31 s 52 |
| 9    | Daniel Huling       | 8 min 34 s 70 |
| 10   | Tomás Tajadura      | 8 min 36 s 23 |
| 11   | Bjomar Kristensen   | 8 min 39 s 85 |
| 12   | Lukasz Parszczynski | 8 min 44 s 09 |

| Rang | Athlète                   | Temps         |
| ---- | ------------------------- | ------------- |
| 1    | Benjamin Kiplagat         | 8 min 19 s 96 |
| 2    | Roba Gari                 | 8 min 20 s 28 |
| 3    | Brimin Kipruto            | 8 min 21 s 89 |
| 4    | Alberto Paulo             | 8 min 22 s 41 |
| 5    | Abraham Chirchir          | 8 min 23 s 09 |
| 6    | Vincent Zouaoui-Dandrieux | 8 min 23 s 79 |
| 7    | Ángel Mullera             | 8 min 31 s 83 |
| 8    | Youcef Abdi               | 8 min 38 s 42 |
| 9    | Ben Bruce                 | 8 min 39 s 96 |
| 10   | Matthew Hughes            | 8 min 58 s 92 |
| DNF  | Mario Bazán               |               |

## Légende
Records et Performances
- AR : Record continental (area record)
- CR : Record des championnats (championship record)
- MR : Record du meeting (meet record)
- NR : Record national (national record)
- OR : Record olympique (olympic record)
- PR : Record paralympique (paralympic record)
- PB : Record personnel (personal best)
- SB : Meilleure performance personnelle de la saison (season's best)
- WL : Meilleure performance mondiale de l'année (world leader)
- WJR : Record du monde junior (world junior record)
- WR : Record du monde (world record)

Circonstances et Conditions
- DNF : N'a pas terminé (did not finish)
- DNS : N'a pas pris le départ (did not start)
- DQ : Disqualification (disqualification)
- NM : Aucun essai valable enregistré (No Mark)
- Q : Qualifié « directement » au prochain tour (ou à la prochaine compétition), lors d'une compétition majeure, grâce au classement ou à la réalisation des minima (automatic qualifier)
- q : Qualifié au prochain tour (ou à la prochaine compétition), lors d'une compétition majeure, grâce au repêchage ou à la réalisation de l'une des meilleures performances parmi celles des « non qualifiés directement » (grâce au meilleur temps ou à la meilleure distance par exemple) (secondary qualifier)